# Сокиринцы (Тернопольская область)
Сокиринцы (укр. Сокиринці) — село в Гусятинской поселковой общине Чортковского района Тернопольской области Украины.
Население по переписи 2001 года составляло 253 человека. Почтовый индекс — 48526. Телефонный код — 3552.